# مارلون فارغاس
مارلون فارغاس (بالإنجليزية: Marlon Vargas)‏ (12 يناير 2001 في الولايات المتحدة - ) هو لاعب كرة قدم أمريكي في مركز الوسط.

## وصلات خارجية
- مارلون فارغاس على موقع الدوري الأمريكي (الإنجليزية)
- مارلون فارغاس على موقع قاعدة بيانات كرة القدم.إي يو (الإنجليزية)
- مارلون فارغاس على موقع Soccerway.com (الإنجليزية)